# Frères de l'Immaculée-Conception de Maastricht
Les Frères de l'Immaculée-Conception de Maastricht (en latin Congregatio Fratrum Immaculatæ Conceptionis B.V.M.) ou frères de Maastricht forment une congrégation laïque masculine  de droit pontifical vouée à l'instruction de la jeunesse. Ils ne faut pas les confondre avec les frères de l'Immaculée-Conception de Huijbergen.

## Historique
La congrégation est fondée le 21 novembre 1840 à Maastricht (Pays-Bas) par Louis Rutten et Bernard Hoecken dans un environnement de pauvreté et de suspicion de la part des autorités de l'époque. Sa spiritualité est basée sur la règle de saint Augustin avec des apports inspirés des rédemptoristes et des jésuites. Elle est vouée à l'éducation des garçons et débute dans les difficultés. En 1880, elle réunit déjà 197 frères. Elle est placée sous le patronage de l'Immaculée Conception de la Bienheureuse Vierge Marie. Elle est reconnue de droit diocésain par l'évêque de Roermond, le 25 novembre 1841 et elle reçoit l'approbation définitive du Saint-Siège le 19 mai 1936.

## Activité et diffusion
Les frères de l'Immaculée-Conception gèrent des écoles et orphelinats.
Ils sont présents aux Pays-Bas, au Chili, au Malawi, au Ghana et en Indonésie.
selon l'Annuaire pontifical de 2007, ils étaient 406 (dont trois prêtres) répartis dans 52 maisons.